# رمضان في الإمارات
لشهر رمضان في دولة الإمارات العربية المتحدة عاداته وتقاليده وطقوسه المميزة التي يعيشها الجميع الذي تميز به هذا الشهر عن باقي أشهر السنة. يعد شهر رمضان شهر الرحمة والتقارب وصلة الرحم والجلسات الممتعة، إذ تبدأ الاحتفالات والاستعدادات بشهر رمضان قبل حلوله، في ليلة النصف من شعبان والتي تعرف بـ «حق الليلة»، كما تكثر الأنشطة والفعاليات الترفيهية والروحانية والثقافية التي تنبض بالمحبة والحياة بما يتناسب مع أجواء رمضان.

## حق الليلة
يبدأ الاحتفال بشهر رمضان في الإمارات من ليلة النصف من شعبان الذي يُعرف باسم «حق الليلة» أو «القرقيعان» والذي يعد جزءًا من التراث الإماراتي الأجمل وهي مناسبة تمثل أحد رموز المحبة والعطاء، حيث يتجمع الفتيات بملابسهن المطرزة والصبيان بكندوراتهم من فترة العصر وحتى المغرب حاملين أكياسهم الخاصة المصنوعة من القماش «الخرايط»، يرددون الأهازيج والأناشيد وهم يطوفون على البيوت «الفريج» لطلب الحلويات والمكسرات من أهل البيوت المجاورة.

## هلال رمضان
قديمًا، كان فريقًا من الرجال يجتمعون كل يوم بعد صلاة المغرب عندما يقترب موعد شهر رمضان لتحري الهلال، ويكون بينهم رجال موثوق بهم حافظين للقرآن ومشهود لهم بدقة تحريهم للهلال. وعندما تثبت رؤية الهلال، يتم إعلان الخبر عبر إطلاق المدفع ويتبادل الجميع التهاني بحلول قدوم الشهر المبارك. أما الآن، يعتمد الإماراتيون ومقيموها على ما تبثه وسائل الإعلام الإماراتية الرسمية بخصوص تحري مركز الفلك الدولي للهلال من قمة جبل جيس الواقع في إمارة رأس الخيمة والذي يتعبر أعلى قمة في دولة الإمارات.

## مدفع رمضان
يعد مدفع رمضان تقليداً متوارثاً بالإمارات منذ 40 عاماً، حيث اعتاد شعبها والمقيمون فيها مشاهدته خلال شهر رمضان وذلك مع انتهاء ساعات الصيام وتزامناً مع آذان المغرب. وتختلف أماكن تحديد مواقع مدفع الإفطار، ولكن يتوجب على الموقع أن يكون من أشهر المعالم السياحية في الإمارة.

## مائدة رمضان
يتميز المطبخ الاماراتي بكثرة المأكولات وتنوعها فضلا عن مذاقها ورائحتها الزكية  وذلك بفضل مزيج من التوابل العطرية، مثل القرفة، والزعفران، والكركم، وجوزة الطيب. اعتمد المطبخ الإماراتي منذ القدم على ما تجود به البيئة المحيطة ويشكل البحر أهمها إذ اشتهر الإماراتيون بطهي السمك من مختلف الأنواع والأحجام ومن أشهر مأكولات السمك طبق يحمل اسم «الجشيد». كما يشكل التمر المتوفر بكثرة في الإمارات أساسا لعمل أنواع مختلفة من الحلويات مثل «البثيث» و«المدبس». ومن أبرز الحلويات الإماراتية «اللقيمات» و«العصيدة» و«الخنفروش» و«القرص العقيلي».
على الرغم من المتغيرات والتطورات التي طرأت على شتى مجالات الحياة في الإمارات،  إلا أن أسراً كثيرة مازالت تتمسك بعادات السفرة الرمضانية، وتحرص على إحياء تقاليد الشهر الأصيلة، بل وتسعى لتناقلها عبر الأجيال المختلفة. فعند اقتراب الشمس من المغيب، يتحلق أفراد الأسرة حول السفرة في انتظار أن يرفع أذان المغرب قبل الإقبال على الطعام. أول ما تحبذ الأسر الإماراتية الإقبال عليه بعد التمر واللبن هو الأطباق الشعبية وفي مقدمتها الهريس الذي يعتبر طبقا رئيسيا على المائدة الإماراتية.

### أشهر المأكولات

حلوى اللقيمات التقليدية وشاي الكرك

يعتبر الرز، والسمك، واللحم من الوجبات الأساسية في دولة الإمارات، ومن أشهر الأكلات الشعبية التي تزين الموائد الرمضانية:
- الهريس وهي وجبة تتكون من حب القمح، واللحم أو الدجاج، يضاف اليه الملح، ويطبخ لوقت طويل، ويحرك بشكل متواصل حتى ينضج ببطء. ويرتبط الهريس عادة بالأفراح والمناسبات، وليالي شهر رمضان المبارك
- الثريد أو الخبز المغموس بمرق اللحم، والخبز المستخدم في الثريد هو (الرقاق)، حيث يقطع خبز الرقاق إلى قطع صغيرة توضع في إناء، ويصب عليها المرق ويقلب، ثم يوضع فوق الخبز اللحم أو الدجاج ويقدم للأكل
- البرياني: طبق شهير متعدد الثقافات، حيث إنه من الأكلات الشهيرة في الهند ودول الخليج العربي. وهي مصنوع من التوابل والأرز واللحوم والدجاج أو الخضار. البرياني هو طبق مفضل خلال شهر رمضان ويتم تقديمه بانتظام على طاولات الإفطار.
- مجبوس: يتم طهيه في دول مجلس التعاون الخليجي مع اختلافات طفيفة. تشمل المكونات البصل والطماطم والثوم والبطاطس والتوابل العربية، مطبوخة جميعًا معًا على نار خفيفة مع لحم الضأن أو الدجاج.
- اللقيمات: عبارة عن فطائر حلوة مصنوعة من الدقيق والماء والخميرة والهيل المخفوقة في خليط ناعم وسلس ثم توضع في الزيت الساخن وتقلى حتى يصبح لونها بنياً ذهبياً.
- حلوى الفرني: تعد جزءًا أساسيًا من الأطعمة التقليدية التي تحرص الأسر على تقديمها في رمضان.[13]

### أشهر المشروبات
رغم أن المشروبات التالية تتواجد على مدار العام على بعض الموائد الإماراتية، إلا أنها تنتشر بكثافة على سُفرات الإفطار في الإمارات تحديداً خلال شهر رمضان:
- القهوة العربية: تحتوي هذه القهوة على الهال والكمون والزعفران والقرنفل، وتُسكَب من الدلة العربية وعادة ما تقدم مع التمر أو البلح.[14]
- شاي الكرك: تعود أصول شاي الكرك إلى الهند وتدلل على العلاقات التجارية القوية بين دولة الإمارات والهند. يتكون شاي الكرك من الشاي الأسود والسكر والهيل المسحوق والزعفران والحليب المركز.[15]
- الجُلّاب: هو مزيج من دبس العنب وماء الورد، ويضاف إليه الصنوبر والزبيب أحياناً.
- قمرالدّين: وهي مصنوع من معجون المشمش المجفف.
- لبن: يعتبر اللبن الرائب مشروباً صحياً ومنعشاً وغنياً بالبروتين يساعد الصائم على الارتواء بعد الصيام، ويدرج أيضاً لبن العيران والذي يتميز بالحموضة.[14]
- فيمتو: شراب سكري مركز يحتوي على السكر والماء وعصير الكرز والتوت إضافة إلى خلاصة الكولا[16]

## العبادات

### إفطار صائم وموائد الرحمة
تعد موائد الرحمة ومشاريع إفطار صائم إحدى أبرز المشاريع الخيرية التي تقوم بها حكومة دولة الإمارات ومواطنو الدولة، فهي جزء من التقاليد الرمضانية التي تعكس روح العطاء والخير والرحمة والمشاركة الإنسانية المغروزة في نفوس أهل الإمارات تماشياً مع تعاليم الإسلام. وتهدف هذه الخيم والموائد إلى جمع المسلمين الصائمين من مختلف الجنسيات والخلفيات المادية والاجتماعية حول مائدة إفطار مشتركة.
تقام موائد الرحمة بشكل تطوعي من الأفراد المصرح لهم وذلك عم طريق إنشاء خيم أو جلسات مفتوحة أمام المساجد في جميع أنحاء الدولة. كما تقيم هيئة الهلال الأحمر بالتعاون مع مؤسسة خليفة بن زايد آل نهيان للأعمال الإنسانية بنصب الخيم الرمضانية في مختلف مناطق الدولة لإقامة الولائم، وذلك بجوار المساجد، وفي المساحات المفتوحة، وفي مداخل بيوت بعض المواطنين الإماراتيين.
في مدينة أبوظبي، وتحديداً في جامع الشيخ زايد، يقام سنوياً مشروع «ضيوفنا الصائمون» عن روح المغفور له بإذن الله الشيخ زايد بن سلطان آل نهيان، طيب الله ثراه، حيث يتم إعداد وجبات الإفطار للصائمين بالتعاون مع نادي ضباط القوات المسلحة في أبو ظبي، ويستفيد من هذا المشروع عشرات الآلاف من الصائمين يومياً، وذلك من خلال تجهيز نحو 12 خيمة كبيرة ومكيفة، لاستقبال الصائمين طيلة أيام الشهر الفضيل.

### قراءة القرآن
أطلقت دائرة الشؤون الإسلامية والعمل الخيري بدبي فعالية «قرّاء دبي» كجزءٍ من مبادرة «رمضان دبي 1443 ه»، وهذا في 11 مسجداً على مدار الشهر. استضافت الدائرة مشاهير قراء القرآن من داخل الدولة وخارجها، يبلغُ عددهم 62 قارئاً بأصواتٍ عذبة، إضافةً إلى طلبة من مراكز مكتوم لتحفيظ القرآن الكريم. وتتضمنُ الفعاليات الاستماع لمحاضرات، ودروس دينية، وقراءة القرآن الكريم بهدف إحياء سنة النبي. إلى ذلك، تتضمنُ مبادرة رمضان دبي 1443-2022م عدد من الفعاليات مثل عقد حلقات تحفيظ القرآن الكريم، ومسابقات القرآن الكريم، بالإضافةِ إلى تقديم فعاليات خاصة للمسلمين الجدد.

### صلاة التراويح

صلاة التراويح في الإمارات

تعتبر صلاة التراويح إحدى أهم الصلوات التي ينتظرها المسلمون في شهر رمضان المبارك، ومن السنن المؤكدة في الدين الإسلامي للرجال والنساء، وتعرف كذلك باسم قيام شهر رمضان أو صلاة القيام، والتي يتم أداؤها في كل ليلة من ليالي شهر رمضان المبارك بعد أداء صلاة العشاء، وصلاة التراويح هي أبرز ما يتميز به الإماراتيون في رمضان، وواحدة من العادات الرمضانية التي لم يطرأ عليها تغيير منذ أجيال في دولة الإمارات، حيث تحدد الهيئة العامة للشؤون الإسلامية والأوقاف في الإمارات العربية المتحدة كل عام مواعيد الصلوات الخمس وموعد الإفطار والسحور وأداء صلاة التراويح طيلة الشهر المبارك، حيث يذهب جميع أفراد الأسرة إلى المسجد بعد سماع الأذان ويصلون العشاء والتراويح ويعودون بعدها، ويمكن لكافة الرجال والنساء أداء الصلاة في المساجد المخصصة لاستقبال المصلين، ويختلف عدد ركعات الصلاة حسب آراء الفقهاء والعلماء المسلمين.

### صلة الرحم
يتصدر المجتمع الإماراتي ضمن المراتب الأولى من حيث تمسكهم بالعادات والتقاليد في الشهر الفضيل. ويتم تجهيز «الميلس» لاجتماع العائلة والجيران، وشراء المير، وفيه تُقدم الهدايا للأهالي والأقراء والأصدقاء وذلك كنوع من صلة الرحم.

## الفعاليات الدينية والاجتماعية

### المير الرمضاني
يهدف المير الرمضاني إلى تحقيق مبدأ التكافل المجتمعي داخل دولة الإمارات، وهو أحد المبادئ الذي يقوم علي الدين الإسلامي خلال شهر رمضان المبارك، من خلال تزويد الأسر المحتاجة بالمواد الغذائية الأساسية، بحيث يستفيد من المير الرمضاني العديد من الأسر المحتاجة والأرامل والمطلقات والمهجورات وزوجات السجناء وأصحاب الدخل المحدود والمحتاجين، بهدف مد يد العون لهم والوقوف بجانبهم وتوفير مؤونة هذا الشهر المبارك.
وتنظم مجموعة من الجمعيات والمؤسسات الخيرية في الإمارات المير الرمضاني وتقدم مساعدات عينية للمحتاجين في إطار أعمال الخير المرتبطة بشهر رمضان الكريم، منها مؤسسة محمد بن راشد للأعمال الخيرية، وهيئة الأعمال الخيرية العالمية، ومؤسسة خليفة بن زايد آل نهيان للأعمال الإنسانية، وغيرها من المؤسسات التي توضح مواقع ومواعيد عمل المراكز المخصصة لها لتوزيع السلع الغذائية في كل عام.

### جائزة دبي الدولية للقرآن الكريم
جائزة دبي الدولية للقرآن الكريم هي مسابقات تنظم في دولة الإمارات وتحديدا دبي بأمر من الشيخ محمد بن راشد ال مكتوم، لمتدبري وحفظة القرآن الكريم دولياً ومحلياً، تشتمل المسابقة على مكافآت ماديّة ومعنوية، وتقام المسابقة في الأول من شهر رمضان الهجريّ بحضور حشد من الجموع منهم أبناء الجاليات المسلمة، وتنتهي بين اليوم الخامس عشر أو العشرين من رمضان. مضى على إطلاق المسابقة خمسة وعشرون عاما.
تكثّف الجائزة جهودها خصيصاً في شهر رمضان، من عقد المحاضرات والندوات الدينية، سعياً منها على نشر الثقافة الإسلامية العريقة، وإحياء الشعائر الإسلامية بالشهر الفضيل، والارتقاء بالدين الإسلامي، وحث المسلمين في شتى بقاع الأرض على تدبر الدين الإسلامي وتزكية أنفسهم بالعقيدة الإسلامية، وإبراز الدين الإسلامي. كما تكرم الجائزة الشخصيات الإسلامية المرموقة، والمراكز الدعويّة من شتى بقاع العالم. وتحرص الجائزة أيضا على مراقبة وإشراف مراكز تحفيظ القرآن الكريم في دبي، سعياً منها على إحياء وتنشيط تحفيظ القرآن الكريم في الإمارة.

### صندوق الزكاة
الشيخ زايد بن سلطان آل نهيان، ويعتبر الصندوق مؤسسة مستقلة وله الأهلية القانونية لمباشرة كافة الأعمال والتصرفات لتحقيق أغراضها. يقوم صندوق الزكاة بتكثيف حملاته خلال شهر رمضان بهدف زيادة الوعي بأهمية الزكاة والصدقات ودورها الهام في مجال التنمية. كما يدعم الصندوق الأسر المحتاجة ضمن مشاريعها المتعددة.

### زايد العطاء
تشكلت مبادرة زايد العطاء في عام 2003، وتتركز هذه المؤسسة الخيرية على كل ما يقع تحت مظلة العمل الإنساني التطوعي والإغاثة الخيرية، والهدف الإساسي منها هو تعزيز العCultural & Entertainment Eventsلة ودعم كل من يعاني من الفقر والجوع. بالإضافة إلى مجالات الصحة، تشمل المبادرة التطوع في مجالات التعليم والبيئة والثقافة.

## الفعاليات الثقافية والترفيهية

زينة رمضان في زوايا ووك في الشارقة

تتوّزعُ العديد من الأضواء في أماكن مختلفة في مدينة دبي للاحتفال في شهر رمضان. كما تُضاء شخصية «مدهش» على أعمدة الإنارة والأشجار. وتتزيّن مراكز الأسواق بديكورات رمضانية، مثل لا مير، وسيتي ووك، ذا بيتش، سوق المرفأ، وجهة السيف، وغيرها الكثير. بالإضافة إلى ذلك، يقدم السوق الليلي في دبي فستيفال سيتي مول جلسات الترفيه الموسيقية العربية، وتجربة ركوب الجمال. وتعقد القرية الإماراتية ورش عمل، وقصص الحكواتي للأطفال، وتجهيزات تراثية، وفنون الخط العربي، تُظهر من خلالها تقاليد الشعب الإماراتي.